# Елль (комуна)
Елль (люксемб. Ell, фр. Ell, нім. Ell) — комуна Люксембургу. Входить до складу кантону Реданж в окрузі Дикірх.

## Географія
Площа території комуни складає 21,55 км² (46-е місце за цим показником серед 116 комун Люксембургу).
Висота найвищої точки комуни над рівнем моря становить 508 метрів (22-е місце за цим показником серед комун країни), найнижчої — 268 метрів (80-е місце).

## Демографія
Станом на 2011 рік на території комуни мешкало 1 125 ос.
Динаміка чисельності населення:

## Адміністративний поділ
До складу комуни входять такі поселення:
| Поселення        | Населення за даними переписів: | Населення за даними переписів: | Населення за даними переписів: |
| Поселення        | на 31.03.1981                  | на 01.03.1991                  | на 15.02.2001                  |
| ---------------- | ------------------------------ | ------------------------------ | ------------------------------ |
| Кольпах-Бас      | 51                             | 75                             | 105                            |
| Кольпах-О        | 48                             | 55                             | 144                            |
| Елль             | 322                            | 302                            | 340                            |
| Петіт-Нобрессарт | 32                             | 36                             | 84                             |
| Руд              | 106                            | 127                            | 150                            |